# Adrià Gual i Queralt
Adrià Gual i Queralt (Barcelona, 8 de desembre de 1872 - 21 de desembre de 1943) fou un dramaturg, escenògraf i empresari teatral català, impulsor i director de l'Escola Catalana d'Art Dramàtic (ECAD), pintor i pioner del cinema. Fundà el Teatre Íntim. Va ser un artista polifacètic que, a banda de cultivar la dramatúrgia, va escriure poesia i es va dedicar a la plàstica. Va treballar en la litografia, el cartellisme i el grafisme. Com a plàstic, se centrà en un estil modernista típicament simbolista. Gual també va ser un cineasta pioner que va treballar a la Sala Mercè de Lluís Graner, inventor de les "projeccions parlades", i va dirigir la productora Barcinógrafo (1914).
Tingué un paper rellevant com a teòric, director escènic i programador de teatre líric català. La seva obra Blancaflor (1899), "cançó popular catalana harmonitzada per a l'escena", iniciava la proposta simbolista del gènere líric nacional, que va trobar continuació amb les "visions musicals" promogudes per Lluís Graner, consolidades als Espectacles-Audicions Graner del teatre Principal de Barcelona.
Document important foren les seves memòries, editades pòstumament: Mitja vida de teatre (1960). Fou un dels més destacats artistes gràfics del Modernisme, destacant especialment els seus cartells. Finalment dedicà el seu esforç a l'escenografia teatral. És ben representat a la Biblioteca de Catalunya, on fins i tot es conserven els dotze plafons a l'oli que va pintar per a l'Associació Wagneriana, cap al 1902.

## Biografia

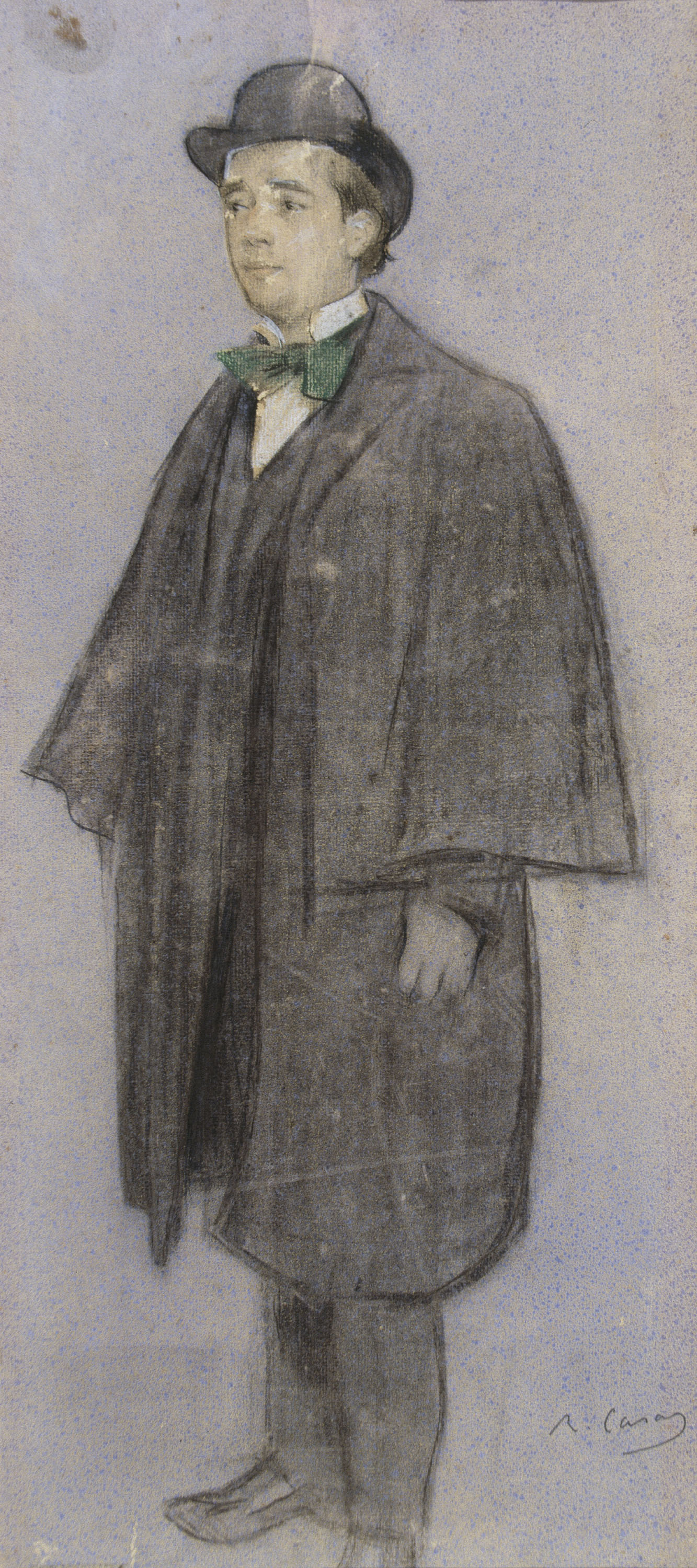
Adrià Gual vist per Ramon Casas (MNAC).

Descendent d'una família menestral del Camp de Tarragona, el seu pare era Josep Gual i Savall, un litògraf natural de Reus, i la seva mare Agustina Queralt i Valls, natural de Barcelona. Des de molt jove treballa al taller de litografia del seu pare, fet que el fa interessar-se per les arts plàstiques.
Estudià dibuix i pintura a l'acadèmia de Pere Borrell del Caso, mestre pintor seguidor de l'esperit dels natzarens. La seva formació plàstica serà de gran rellevància en el futur, en el moment de dissenyar les escenografies o esbossar el vestuari dels personatges dels seus muntatges teatrals.
Durant els seus estudis a l'acadèmia de Pere Borrell, Gual entra en contacte amb altres joves artistes amb els quals protagonitzarà l'anomenada "revolta modernista", entre els quals hi havia Josep Maria Sert (membre fundador del Teatre Íntim); amb Isidre Nonell, Joaquim Mir, Ricard Canals, Juli Vallmitjana i Ramon Pichot fundà l'anomenada Colla del Safrà o Colla de Sant Martí.
Coneixedor de les propostes simbolistes que arriben de París i de l'estètica wagneriana que proposa la suma de totes les arts, Gual es decantà pel teatre però mai no va deixar de banda la pintura.
El 1898 funda el Teatre Íntim amb la intenció de crear un Teatre d'Art, un teatre de gran categoria, un teatre que proporcioni un gaudi estètic no entès principalment com un teatre d'entreteniment. En aquest sentit es veu influenciat per Edward Gordon Craig; el teatre ha de configurar un espectacle total, el més important és el valor estètic, l'argument ja no és l'element central. Posteriorment, entre 1908 i 1910, dirigeix la Nova Empresa del Teatre Català.
L'any 1913 la Mancomunitat de Catalunya inaugura l'Escola Catalana d'Art Dramàtic, actual Institut del Teatre; Adrià Gual és membre fundador, alhora que director i professor.
El 13 de setembre de 1923 tindrà lloc el cop d'estat del Miguel Primo de Rivera i Gual ha d'escollir entre tancar l'escola o impartir la docència en castellà. Finalment es decidí per a aquesta última per tal d'assegurar la continuïtat de l'escola i aquesta passà a anomenar-se "Escuela Catalana de Arte Dramático". El 1931 es declara la República i Gual serà apartat de les seves tasques a l'escola per motius polítics.
El 21 de desembre de 1943 morí a Barcelona.
El millor retrat de la seva personalitat resta en les paraules de Maurici Serrahima, al pròleg de les memòries:
| «                   | (...) Tan afectuós i falaguer com era, no s'obria gaire amb mi, i potser era perquè no ho feia amb ningú - o almenys amb ningú de fora de casa - quan es tractava d'allò que per ell era el veritable fons de la pròpia intimitat. | » |
| — Maurici Serrahima | |   |

Enric Ciurans el recorda a les pàgines del seu llibre Adrià Gual de la següent manera:
| «               | (...) S'ofereix al lector com un enamorat del teatre i, per sobre de tot, com un professional estricte i meticulòs ple d'intuïcions meravelloses que, en ocasions, va veure acomplertes damunt l'escenari. | » |
| — Enric Ciurans | |   |

Durant un temps la seva figura ha estat oblidada, però el seu llegat i la seva tasca visionària és present al teatre català; des de la creació del que és avui l'Institut del Teatre i la projecció de la Ciutat del Teatre fins a la projecció del Teatre Nacional de Catalunya.
La seva figura, sepultada temporalment, ha estat recuperada recentment amb motiu del centenari de l'Institut del Teatre. Entre els diferents actes es troben "Les Jornades Adrià Gual" i l'exposició "Adrià Gual. El perfum d'una època". Dins d'aquest context de recuperació de la seva figura cal destacar l'exposició "Richard Wagner i Adrià Gual. Els plafons perduts de l'Associació Wagneriana" que té lloc al Museu d'Història de la Catalunya

## Teatre

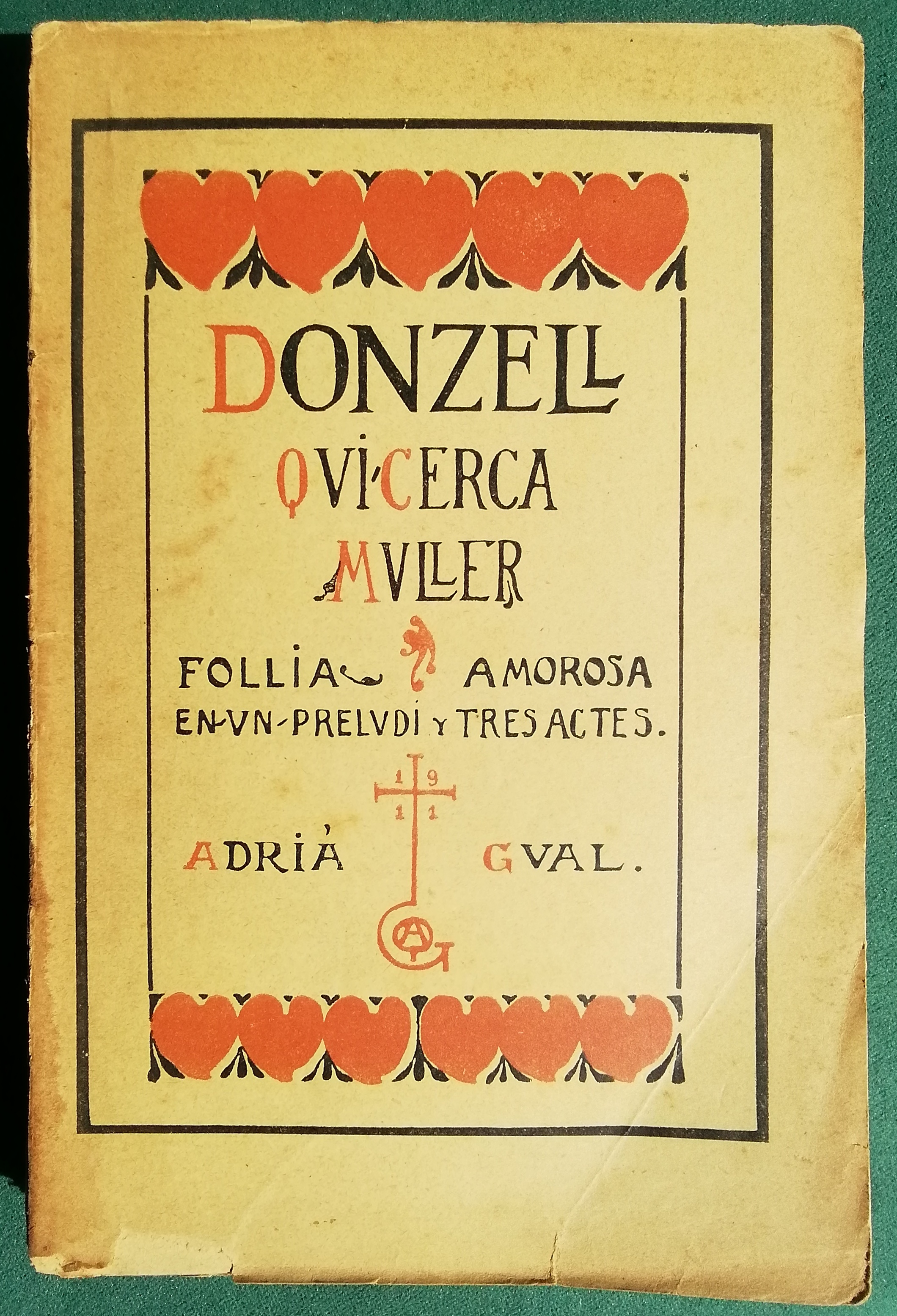
Donzell Qui Cerca Muller, follia amorosa en un preludi i tres actes d'Adrià Gual. Obra de teatre ambientada a la Catalunya del segle XVII. Publicat a Barcelona l'any 1910 amb il·lustracions interiors del mateix Adrià Gual.

Adrià Gual va ser un home de teatre complet, ja que va desenvolupar els oficis d'escenògraf, director d'escena, pedagog, teòric i autor dramàtic.
La fundació de la companyia del Teatre Íntim (1898-1927) i, posteriorment, de la Nova Empresa de Teatre Català (1908), va representar l'actualització i la dignificació del teatre català. Des d'aquestes dues empreses, Gual va actualitzar el teatre català incorporant la figura del director escènic i innovant amb noves tècniques, una escenografia i una posada en escena d'allò més sofisticades.
També va dignificar la dramatúrgia catalana, que va situar al mateix nivell que en altres nacions modernes. Amb aquest objectiu va construir un repertori català farcit d'autors clàssics, coetanis i autòctons de la talla d'Èsquil, Molière, Shakespeare, Goethe, Pérez Galdós, Maragall, Guimerà o Rusiñol. Anàlogament, la creació de l'Escola Catalana d'Art Dramàtic (1913-1934), llavor de l'actual Institut del Teatre, va contribuir a institucionalitzar el teatre català. Va ser el primer organisme consagrat a la didàctica de les arts escèniques.
Amb la voluntat de renovar de cap a peus la dramatúrgia catalana de signe vuitcentista, va alternar referents eclèctics, des d'Henrik Ibsen i Maurice Maeterlinck fins a Richard Wagner, passant per Gabriele d'Annunzio i Gerhart Hauptmann, i estètiques heterogènies.
Gual va créixer com a dramaturg en plena efervescència modernista i la poètica simbolista va amarar la seva obra primerenca. Les seves primeres obres les podem situar en un context de descomposició del Romanticisme i les aspiracions de crear una cultura pròpia, típic de l'esperit de la Renaixença. La seva primera obra es titula Oh, Estrella!, la va seguir Els excèntrics Tik-Tok, totes dues escrites amb forma de monòleg, i una comèdia en un acte, La mosca vironera. El 1893 escriu Enganyosa!, La visita i L'últim hivern amb les quals comença a esbossar les formes simbolistes. En aquest moment ja l'interessa Maurice Maeterlinck i la idea d'Art Total de Richard Wagner; escriu les peces La mar brama, Morts en vida, Blanc i negre. Primer assaig de color escènic i Lluna de neu. La renovació vindrà amb Nocturn. Andante. Morat (1896), per la qual creà una escenografia de caràcter gòtic i prerafaelita. El 1898 escriu Silenci la qual s'estrenà el mateix any en la primera sessió del Teatre Íntim, per la
qual va fer un cartell essencialment tipogràfic en què tan sols utilitza la imatge
per a decorar la caplletra (el cartell es troba actualment en el fons MAE (Centre de Documentació i Museu de les arts escèniques).
Aquestes dues peces destaquen per les seves atmosferes decadentistes molt suggestives i una correspondència entre la música, els colors i les paraules. També de l'any 1898 data el muntatge d'«Ifigenia auf Tauride» de Johann Wolfgang von Goethe amb traducció de Joan Maragall als jardins del Laberint del Marquès d'Alfarràs, l'actual Laberint d'Horta. Es tracta d'una posada en escena au plein air, la primera d'aquestes característiques a Catalunya i segurament a la Península; és una mostra de l'anomenat Teatre de la Naturalesa, moviment en el qual portà la direcció escènica el 30 d'agost de 1914 de l'obra La viola d'or, amb lletra d'Apel·les Mestres i música d'Enric Morera al Teatre de la Naturalesa celebrat a La Garriga.
El reeixit Misteri de dolor (1904) inaugura una nova etapa. D'una banda, Gual aposta per un estil dramàtic de formulació més realista, melodramàtica i social, que és força visible a Els pobres menestrals (1908). De l'altra, amb Blancaflor (1899) es decanta per la combinació del mite i la cançó. També va fer una incursió a la comèdia amb Les alegres comediantes (1905). I, encara, va endinsar-se en el teatre poètic, caracteritzat pel vers, la meravella escènica i l'ambientació llegendària amb Donzell qui cerca muller (1910).
En síntesi, Adrià Gual va contribuir a regenerar, europeïtzar i ennoblir les arts escèniques del segle xx.
A més fou creador de l'Escola Catalana d'Art Dramàtic (ECAD), (1913). La seva idea fou articular una plataforma que inclogués la formació, la recerca, la creació i la divulgació, de manera que constituís un potent instrument per a la modernització de l'escena catalana. El 1915 s'atomitza l'ECAD amb un Patronat propi creat per la Diputació. El 1917 l'Ajuntament de Barcelona s'incorpora al Patronat, al costat de la Diputació. El 1920 es crea la Mancomunitat de Catalunya, ocupant el lloc de la Diputació en el Patronat. El 1923 s'incorpora a l'ECAD el Museu del Teatre de l'Ajuntament de Barcelona (creat per Marc‐Jesús Bertran). Amb la dictadura de Primo de Rivera comencen les dificultats i la castellanització. El 1926 es dissol la Mancomunitat i la Diputació en solitari assumeix l'ECAD. El 1927 canvia de nom pel d'Institut del Teatre. El 1931 la Generalitat se'n fa càrrec en exclusiva. El 1934 finalment, Adrià Gual és rellevat per Joan Alavedra.
Una trentena d'anys després, i enmig la dictadura de Francisco Franco, el 1960 Ricard Salvat es decidí de fomentar una escola de teatre, que fou anomenada Escola d'Art Dramàtic Adrià Gual (EADAG) per tal de commemorar el gran dramaturg.

## Cinema
L'any 1904 Adrià Gual s'incorporà a l'equip artístic de la sala Mercè, ubicada a la Rambla dels Estudis de Barcelona. Propietat de Lluís Graner com a empresari i dissenyada arquitectònicament per Antoni Gaudí, la sala Mercè va comptar amb sessions de projeccions cinematogràfiques, espectacles de teatre líric anomenats "visions musicals" i les instal·lacions artístiques al soterrani, conegut com "grutes de la sala Mercè". Les projeccions cinematogràfiques van ser prou conegudes per ser el primer "cinema sonor" de Barcelona, atès que els actors, ocults sota l'escenari, parlaven durant la projecció com si els personatges de la pel·lícula estiguessin parlant. El responsable tècnic de les projeccions cinematogràfiques realitzades a l'acte era Segundo de Chomón. És probable que la tasca de Gual en aquests espectacles de la sala Mercè estigués relacionada amb valorar els films externs per si eren o no aptes per ésser projectats, aportar idees per als arguments i col·laborar en la direcció escènica de les petites funcions teatrals. La relació professional entre Gual i Graner acabà després de dues temporades. El contacte amb Chomon i els films projectats propiciaren en Gual una bona concepció del dispositiu cinematogràfic, contrària a la visió de l'època.
L'any 1913 Gual realitzà un viatge que el duria primer a París i, més tard, a Londres. D'aquest trajecte s'explica que Gual mantingué contactes amb personalitats vinculades amb la producció cinematogràfica.
En tornar del seu periple Gual junt amb els seus socis Ramon i Lluís Durán i Ventosa, Rafael Folch i Capdevila, Pius Cabañes i Font, Llorenç Mata i Evaristo i Laureano Larramendi i Esclús creà la productora Barcinografo. El naixement de la societat s'anuncià públicament el juny de l'any 1914. Mata i Gual es feren càrrec de les tasques de la societat i els altres socis van limitar-se a l'aportació de capital. Mata s'encarregà de temes relacionats amb la producció i distribució del producte i Gual desenvolupà guions i dirigí l'equip de treball. Gual va crear un cos d'actors oficial de la casa que fou format per Enric Giménez, Emília Baró, Carles Capdevila, Lluís Munt, J. Munt i, més tard, Joaquim Carrasco.
La comercialització dels films de Gual no fou bona per a la Junta. Per això, l'any 1915 hi hagué tensions entre els administradors i el director creatiu català. La situació se solucionà amb la sortida d'Adrià Gual de Barcinografo.

## Tasca teòrica - pedagògica
Adrià Gual va desenvolupar durant tota la seva vida una tasca teòrica i pedagògica important al voltant del món teatral. Va introduir una moderna concepció de la posada en escena i va fundar una escola teatral que va contribuir a posar les bases per a la creació d'una indústria cultural a casa nostra.
El 1896 publica Teoria escènica on recull les seves investigacions. Parteix de la concepció wagneriana, la integració de la musica i la pintura dins l'espectacle com a elements fonamentals. La idea bàsica que defensà en aquesta obra fou la integració de les arts dins l'espectacle en igualtat de condicions, mitjançant la identificació del color amb un concepte espiritual seguint la fórmula pel-tema-a-l'esperit-pel-color-als-ulls-i-a-l'esperit-per-la-música-a-l'orella-i-a-l'esperit-encara
A banda de fundar l'Escola Catalana d'Art Dramàtic (1913), Gual tenia una visió molt pedagògica del teatre, i va fer representacions, per exemple, amb motiu d'unes colònies escolars provinents de Madrid a l'Escola del Mar (Barcelona) i s'hi van representar ''Nausica'' de Joan Maragall (traduïda al castellà per Joaquín Montaner i L'avi, d'Apel·les Mestres).
Aquestes representacions es freqüentaren en l'entorn de Gual i es sustenten per tres pilars de la seva pedagogia de l'art dramàtic: El Teatre de la Naturalesa, la voluntat de posar en pràctica als alumnes de l'Escola Catalana d'Art Dramàtic, i l'esperit pedagògic de Gual.
D'una banda, en un costum modernista encetat pel Teatre de la Naturalesa a La Garriga, cercava espais que tot aprofitant el seu entorn natural encaixessin en l'obra i permetessin crear una escenografia del tot naturalista, sortint així de la caixa teatral. Gual pretenia també apropar els estudiants d'art dramàtic a l'escenari per tal d'acostumar‐los a escena i ajudar‐los així a desenvolupar‐se davant dels espectadors. I sobretot, hi havia una vessant més social que contribuïa a apropar el teatre a sectors que molt probablement no hi tenien gaire accés, com és el cas d'infants de barris com la Barceloneta.
Amb relació a l'entorn ell l'anomenà Teatre de la Naturalesa i un dels exemples es donà el 1898 juntament amb la col·laboració de Miquel Utrillo, quan Adrià Gual munta Ifigènia a Tàuride als jardins del Laberint del Marquès d'Alfarràs. Ho fa en una representació a l'aire lliure en la qual Gual recrea com el mateix Goethe, autor de l'obra, feu als jardins de la cort de Weimar.
Després de representar El sorrut benefactor de Carlo Goldoni a Montjuïc, i Filoctetes i l'Avi a la Barceloneta, Gual començarà a criticar el Teatre de la Naturalesa que en un principi l'havia encisat, ja que es convertí en quelcom massa artificiós pel seu gust, com demostra una declaració del mateix Gual: 
| « | Teatres de Natura…, Teatres de Natura…! Més aviat teatres a la fresca i així diríem les coses pel seu nom. | » |

## Llegat
Adrià Gual va assentar les bases per a la creació d'una indústria cultural, creant l'Escola d'Art Dramàtic i posant les bases de la Ciutat del Teatre, concepte que ell va idear com a Teatre de la Ciutat, el primer intent per fer un teatre nacional, projecte que finalment va ser descartat l'any 1925. Malgrat tot, finalment la seva tasca visionària ha donat fruit pel que fa a la creació del Teatre Nacional de Catalunya, que va ser inaugurat l'any 1996.
Cal destacar les seves aportacions al terreny de l'escenografia. Isidre Bravo analitza cinc aspectes rellevants de les escenografies de Gual en l'obra conjunta "Adrià Gual. Mitja vida de Modernisme". Aquest aspectes són l'estilització, l'ús de cortinatges, les estructures corpòries, la utilització dels elements mínims (capacitat de síntesi) i el recurs a referents pictòrics.
El 1960 apareix l'Escola d'Art Dramàtic Adrià Gual, entitat que pretenia crear unes bases sòlides per al futur del teatre català. L'escola fou dirigida per Ricard Salvat i Ferré i Maria Aurèlia Capmany i va donar a conèixer personatges tan fonamentals com Joan Brossa, Manuel de Pedrolo o Salvador Espriu.
Pel que fa als membres de la seva família cal destacar el seu nét Adrià Gual i Dalmau, el qual fou alumne i impulsor de l'EADAG. D'altra banda, Joan Maria Gual i Dalmau, germà de l'anterior, és director escènic i ha gestionat alguns teatres com ara el Teatre Regina, i Roger Gual, besnét d'Adrià Gual, el qual va guanyar el premi Goya al millor director novell l'any 2003 amb la pel·lícula Smooking Room.
Actualment a Barcelona s'hi troba una avinguda que rep el seu nom. El 2013 es produí una exposició itinerant comissariada per Anna Solanilla que donà a conèixer la figura d'Adrià Gual i que es pogué veure a diverses biblioteques públiques d'arreu de Catalunya, gràcies a la col·laboració entre l'Institut del Teatre i el Servei de Biblioteques.

## Obres

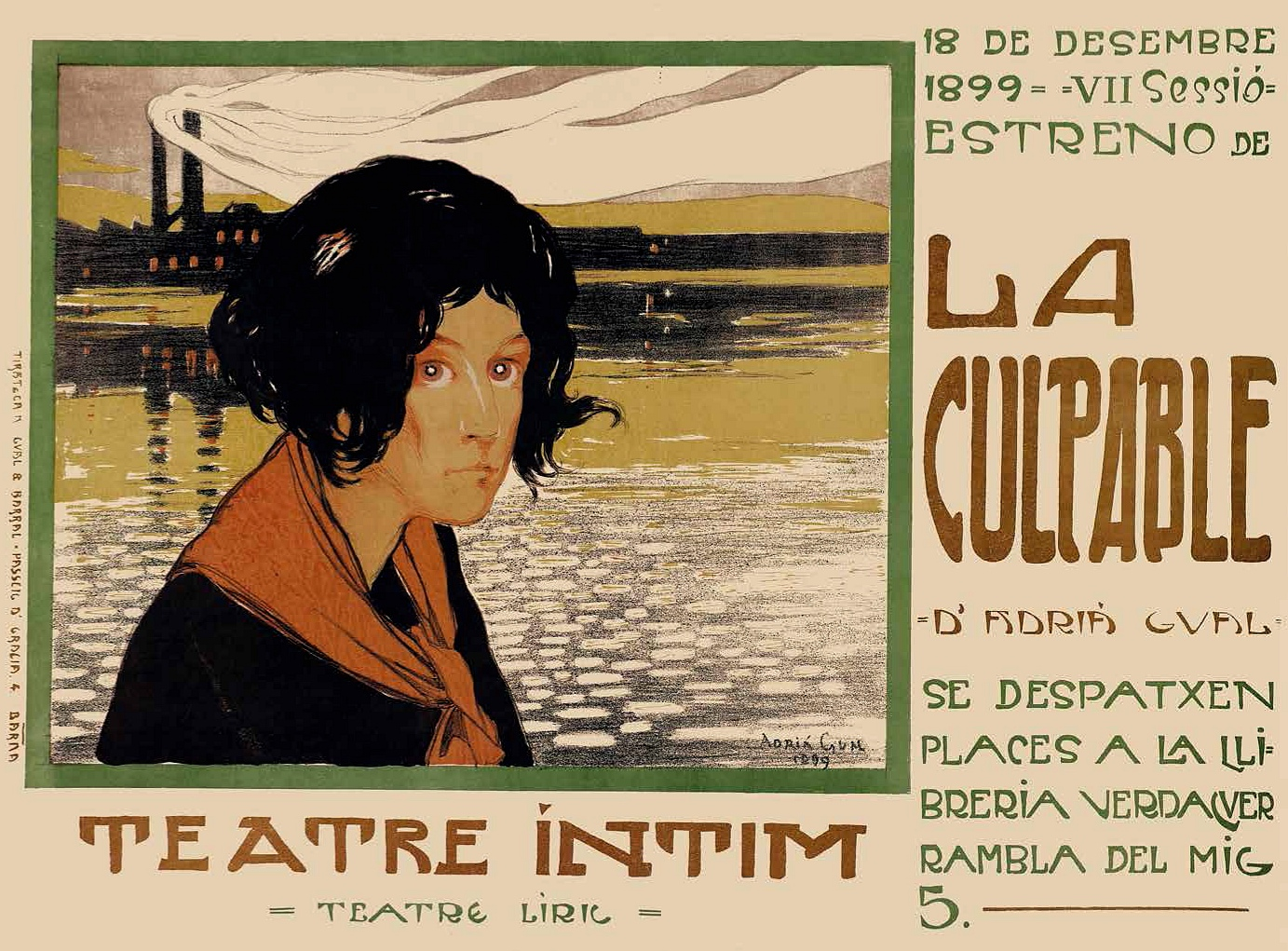
Cartell d'estrena (pintat pel mateix Adrià Gual) de La Culpable al Teatre Íntim l'any 1899

### Obra teatral
- Oh, Estrella! (1891)
- La mosca vironera (1891)
- La visita (1893)
- L'últim hivern (1893)
- La mar brama (1894)
- Morts en vida (1894)
- El perill (1895)
- Nocturn (Audante Morat) (1895)
- Blancaflor (1897)
- Silenci (Drama de món) (1898)
- L'emigrant (1900)
- Camí d'Orient (1901)
- Misteri de dolor, drama en tres actes. Edició publicada a Barcelona per La Escena Catalana l'any 1918Misteri de dolor (1901)
- Les alegres comediantes (1902)
- La fi de Tomàs Reynald (1904)
- Els pobres menestrals (1906)
- Marcolf (1907)
- La pobra Berta (1907)
- Donzell qui cerca muller (1910)
- En Jordi Flama (1911)
- L'Arlequí vividor (1912)

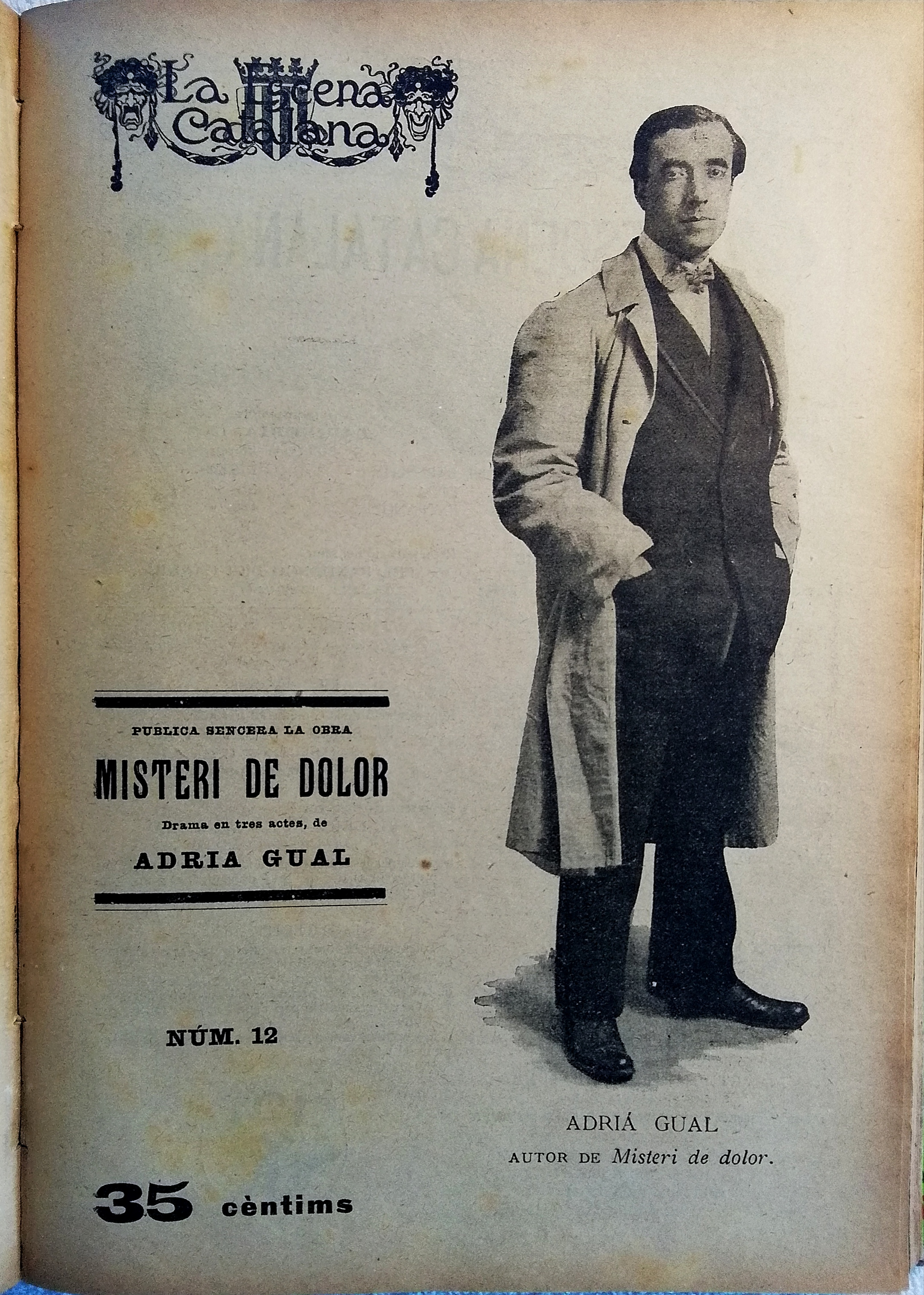
Misteri de dolor, drama en tres actes. Edició publicada a Barcelona per La Escena Catalana l'any 1918

- La comèdia extraordinària de l'home que va perdre el temps (1913)
- La gran família (1915)
- Els avars (1916)
- Shumann al vell casal (1916)
- Els pastors en revolta (1916)
- Les filoses (1916)
- La serenata (1916)
- Joan Ezequiel (1916)
- Hores d'amor i de tristesa (1916)
- Fígaro o la dama que s'avorria (1917)
- La mentidera (1927)
- Foc a muntanya (1934)
- El camí (1939)

### Obra de teatre líric
- Blancaflor (1899)
- L'estudiant de Vic (escrita el 1900)
- La núvia (prevista per a 1901, no estrenada)
- La vuelta de Pierrot (1903)
- La matinada (1905)
- Els tres tambors (1906)
- La presó de Lleida (1906)

### Obra poètica
Poemes presentats als Jocs Florals de Barcelona
- La Mare de Déu (1898), premi de la Viola d'or i d'argent
- Los segadors d'are (1898), premi de l'Englantina d'or
- Àngels (1901), 1r accèssit a la Viola d'or i d'argent
- Cants de la nit (1920)
- La tempestat (1920)
- Les cambres (1920)
- Quan les dones cusen (1920)
- El darrer ferit. 11 de Novembre (1920)
- Focs de Sant Joan. Tot és amor (1920)
- Estampes d'una vida de pastor (1924), premi extraordinari del Mantenidors
- Aplec de cançons (1926)
- La Plaça (1929), 1r accèssit a l'Englantina d'or

### Obra cinematogràfica
- El Alcalde de Zalamea (1914)
- Misteri de dolor (1914)
- Fridolín (1914)
- La gitanilla (1914)
- Los cabellos blancos (1914)
- Linito por el toreo (1914)
- El calvario de un héroe (1914)
- Un drama de amor (1914)

## Fons
El seu fons es conserva al Centre de Documentació i Museu de les Arts Escèniques i consta de més de 1000 documents referents a la seva producció escenogràfica, mig miler de documents entre programes de mà, notes i apunts personals, retalls de premsa, impresos, cartells, esborranys i manuscrits o mecanoscrits d'articles i conferències, quaderns de documentació escenogràfica, invitacions i documentació administrativa del Teatre Íntim. També es conserva el seu epistolari, reunit en dotze volums, accessible a través del Catàleg Sedó.
La Filmoteca de Catalunya conserva un altre fons seu, format per la documentació que va donar a la Filmoteca Llorenç Mata i Julia, gran amic i soci d'Adrià Gual quan es va fundar la Barcinógrafo, i per la documentació cinematogràfica de l'arxiu personal d'Adrià Gual, que els fills van cedir a l'Institut del Teatre (concretament a la Secció cinematogràfica Fructuós Gelabert) i aquest va cedir a la Filmoteca.